# Marcus Iunius Brutus

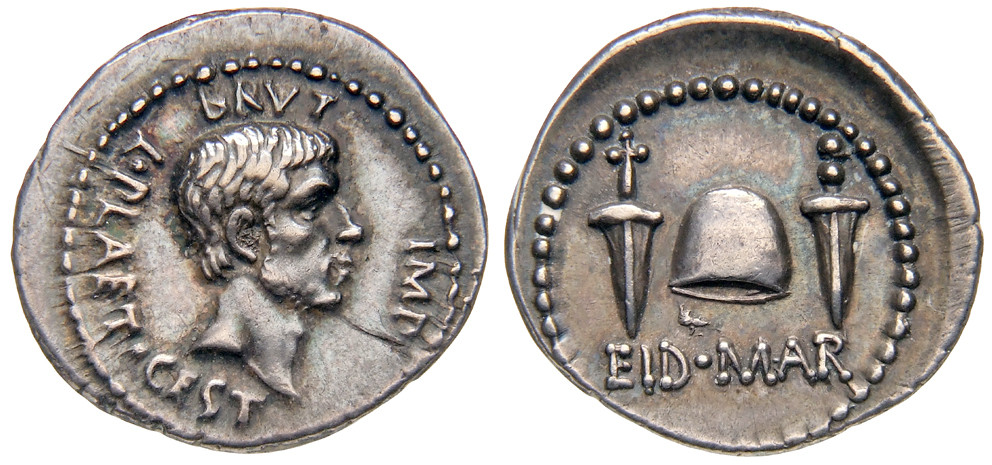
Denar des Brutus, eine der sogenannten EID MAR-Münzen

Marcus Iunius Brutus Caepio (offiziell Quintus Caepio Brutus; * 85 v. Chr.; † 23. Oktober 42 v. Chr.), oft kurz Brutus genannt, war ein römischer Politiker in der Zeit der späten Republik und einer der Mörder Gaius Iulius Caesars.

## Leben

### Familie und Jugend
Der Name Brutus bedeutet eigentlich auf Lateinisch „Stumpfsinniger“, ist hier aber das Cognomen von Mitgliedern der römischen gens Iunia, zurückgehend auf den mythischen Stammvater Lucius Iunius Brutus, der sich laut der Sage durch fingierte Idiotie (daher der Name) in seiner Jugend vor Verfolgung gerettet und später Rom von der Königsherrschaft befreit haben soll.
Brutus’ Vater war ein Senator gleichen Namens, der im Bürgerkrieg das belagerte Mutina gegen Pompeius verteidigte. Er hatte sich diesem aus unbekannten Gründen nach Sullas Tod 77 v. Chr. ergeben, wurde jedoch am folgenden Tag von Pompeius’ Gefolgsmann Geminius getötet. Fortan bestand Feindschaft (inimicitia) zwischen Brutus und Pompeius, der als der Verantwortliche für die Tat galt.
Brutus’ Mutter Servilia war bei dessen Geburt erst fünfzehn Jahre alt. Er blieb ihr einziges Kind mit Marcus Iunius Brutus; nach dessen Tod heiratete sie Decimus Iunius Silanus, mit dem sie drei Töchter hatte. Servilia war die zwei Jahre ältere Halbschwester Catos des Jüngeren, des Sohnes ihrer Mutter Livia aus deren zweiter Ehe mit Marcus Porcius Cato Salonianus dem Jüngeren. Sie war zudem eine Geliebte Caesars gleichen Alters; spätere Gerüchte sprachen davon, dass Caesar möglicherweise Brutus’ wahrer Vater gewesen sei.
Als junger Mann wurde Brutus von seinem Onkel Quintus Servilius Caepio adoptiert und nannte sich offiziell Quintus Caepio Brutus, wobei er ungewöhnlicherweise das Cognomen Caepio als Gentilname verwendete. So kann er möglicherweise mit dem Quintus Servilius Caepio identifiziert werden, mit dem Iulia, die Tochter Caesars, im Kindesalter verlobt wurde. Allerdings kam eine Heirat nie zustande.
Brutus war stattdessen in erster Ehe mit Claudia Pulchra, der Tochter des Appius Claudius Pulcher, verheiratet, mit der er eine Tochter und drei Söhne hatte. Nach Catos Tod ließ er sich 45 v. Chr. von ihr scheiden und heiratete in zweiter Ehe seine Cousine, Catos Tochter Porcia. Er verfasste eine Schrift, in der er die Vorzüge seines verstorbenen Schwiegervaters pries. Er und Porcia hatten einen Sohn namens Marcus Iunius Brutus, der jedoch schon 43 v. Chr. starb, und eine Tochter Iunia, die um 44 v. Chr. geboren wurde und deren Schicksal ungeklärt ist. Porcia starb 43 oder 42 v. Chr.
Brutus wurde von seinem Onkel Cato erzogen. Er hatte eine erstklassige philosophische und rhetorische Ausbildung erhalten und stand im Ruf, alle griechischen Philosophen zu kennen. Besonders verehrte er den Platoniker Antiochos von Askalon, dessen Bruder Aristos von Askalon er als Lehrer in sein Haus aufnahm. Er stand in engem Kontakt zu Marcus Tullius Cicero, mit dem er einen Briefwechsel pflegte und der ihm mehrere rhetorische und philosophische Schriften widmete, darunter Brutus und Orator.
Zum ersten Mal öffentlich in Erscheinung trat Brutus im Rahmen der Affäre um Lucius Vettius 59 v. Chr. Dieser beschuldigte einige Männer, an einer angeblichen Mordverschwörung gegen Gnaeus Pompeius Magnus teilgenommen zu haben. Brutus war zunächst unter den Beschuldigten; Vettius nannte ihn dann aber schon bei seinem zweiten Verhör nicht mehr. Die Untersuchungen ergaben, dass das angebliche Komplott eine Lüge war. Dahinter stand wohl Gaius Iulius Caesar, der Gegner einschüchtern wollte, Brutus aber schützte.

### Politische Karriere
Brutus begann seine politische Karriere 58 v. Chr. als Assistent Catos, als dieser Statthalter von Zypern war. Während dieser Zeit bereicherte er sich, nicht unüblich für einen Angehörigen der Nobilität, durch die Vergabe von Krediten gegen hohe Zinsen. In diesen Jahren, vielleicht auch erst 54 v. Chr., ließ Brutus als Münzmeister Münzen prägen. 53 v. Chr. war er Quästor seines Schwiegervaters Appius Claudius Pulcher in Kilikien.

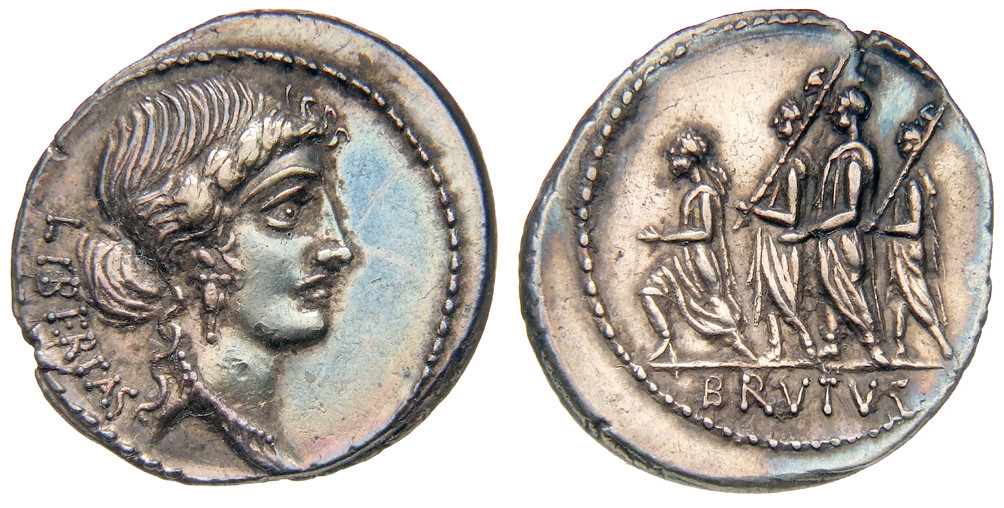
Denar aus der Zeit des Brutus als Münzmeister in den 50er Jahren v. Chr. mit Porträt der personifizierten Freiheit (Libertas) auf der Vorderseite, rückseitig sein Vorfahr Lucius Iunius Brutus zwischen drei Amtsdienern

Wie sein Vater und sein späterer Schwiegervater Cato war Brutus überzeugter Republikaner und unterstützte von seinem ersten Auftritt im Senat an die Optimaten gegen das von Marcus Licinius Crassus, Pompeius und Caesar gebildete Erste Triumvirat. Da Pompeius Brutus’ Vater hatte ermorden lassen, hatte sein Sohn ja ohnehin allen Grund, ihn zu hassen. Nicht zuletzt aufgrund der Familientradition, die sich auf den legendären Tyrannenfeind und ersten Konsul Lucius Brutus zurückführte, genoss er zudem großes Ansehen bei jenen, die die freie res publica bedroht sahen. Daher versöhnte er sich auf Drängen vieler Senatoren schließlich sogar öffentlich 49 v. Chr. mit seinem alten Todfeind Pompeius. Dieser hatte sich nach dem Bruch mit Caesar 53 v. Chr. langsam den Optimaten angenähert und sollte nun für diese die Truppen führen. Als es zum Bürgerkrieg zwischen Caesar und Pompeius kam, kämpfte Brutus in der Schlacht von Pharsalos gegen Caesar.
Nach der Niederlage bat Brutus Caesar in einem Brief um Gnade, welche dieser ihm sofort gewährte. Caesar versuchte, seine Gegner möglichst nicht (wie es etwa Sulla und Pompeius getan hatten) zu töten, sondern durch demonstrative Milde – die später sprichwörtliche clementia Caesaris – zur Dankbarkeit zu verpflichten. Brutus, dessen Talent Caesar für sich zu nutzen gedachte, nahm er sogar in den Kreis seiner engsten Vertrauten auf; er schätzte ihn angeblich sehr und respektierte demonstrativ seine Ansichten. Vor allem aber versprach sich der dictator Caesar zweifellos zusätzliche Akzeptanz, indem er einen so prominenten Republikaner wie Brutus zu seinen Freunden zählte. Brutus seinerseits schien gehofft zu haben, auf die Neuordnung der Republik nach dem Ende des Bürgerkrieges Einfluss nehmen zu können. Von 46 bis 45 v. Chr. machte Caesar Brutus zum Statthalter der Provinz Gallia cisalpina. Für das Jahr 44 v. Chr. erhielt Brutus die Prätur als praetor urbanus; für das Jahr 41 v. Chr. wurde er von Caesar zum Konsul designiert.

### Die Verschwörung gegen Caesar
Als sich Caesar im Februar 44 v. Chr. die lebenslange Diktatur übertragen ließ und damit deutlich machte, dass er nicht an die Wiederherstellung der Republik dachte, vollzog Brutus, obwohl er Caesar sein Leben schuldete und zudem ein Profiteur des Regimes war, erneut eine radikale Wende: Er und andere Politiker mussten sich nun eingestehen, dass Caesar eine dauerhafte Alleinherrschaft anstrebte.
Unter der Führung von Brutus und seinem Freund und Schwager Gaius Cassius Longinus fand sich daher sehr rasch eine Gruppe von etwa 80 Senatoren und Rittern zusammen, vielfach Männer, die durchaus als Günstlinge Caesars galten, nun aber ebenso wie Brutus das Ideal der senatorischen „Freiheit“ (libertas) über das der Dankbarkeit stellten. Die Spannbreite der Opposition erstreckte sich von Verfechtern altrömischer Tugenden bis hin zu schlicht Unzufriedenen. Sie waren sich darin einig, dass der „Tyrann“ Caesar umgebracht werden müsse; darauf, sich zu verschwören und also einen Eid zu leisten, den Plan nicht zu verraten, verzichtete man auf Brutus’ Wunsch ausdrücklich. Er erwartete, dass allein mit der Beseitigung Caesars die „alte Republik“ wie von selbst neu entstehen werde. An den Iden des März (15. März) 44 v. Chr. ermordete man Caesar in der letzten Senatssitzung vor dessen Abreise zum geplanten Partherkrieg. Vor der Sitzung war das Gerücht aufgekommen, Caesar wolle sich offiziell zum König ausrufen lassen; dies bestärkte die Attentäter in ihrem Vorhaben. Laut einem von Sueton wiedergegebenen Bericht soll der sterbende Caesar zu Brutus καὶ σὺ τέκνον; (Altgriechisch „Auch du, Sohn?“) gesagt haben. Die Historizität dieser Szene wird aber von den allermeisten Forschern bezweifelt, zudem gab es mit Decimus Iunius Brutus Albinus einen zweiten Brutus unter den Verschwörern, der ein enger Vertrauter Caesars gewesen war. Brutus bestand darauf, Marcus Antonius, den wichtigsten Anhänger und Mitkonsul Caesars, nicht ebenfalls zu töten und auch sonst nicht gegen die Caesarianer vorzugehen.

### Der Bürgerkrieg
Marcus Antonius erwies sich rasch als kaltblütiger Taktiker, dem Brutus nicht gewachsen war. Zwei Tage nach dem Mord gewährte der Senat den Mördern Caesars Amnestie; dies war ein fauler Kompromiss, denn statt die Attentäter, wie von diesen erwartet, als Freiheitshelden zu feiern, stellte der Senat damit im Gegenteil fest, dass die Tötung Caesars ein Verbrechen gewesen sei, das aber nicht verfolgt werden solle. Damit waren Brutus und seine Anhänger ins Unrecht gesetzt. Schon nach kurzer Zeit wandte sich die öffentliche Meinung in Rom vollständig gegen die Verschwörer, als Marcus Antonius, nunmehr Führer der caesarianischen Partei, das Testament des toten Diktators bekannt gab, demgemäß jeder Einwohner Roms eine gewisse Geldsumme erhalten solle. Vor der aufgebrachten Volksmenge mussten Brutus und die anderen Attentäter aus Rom fliehen.

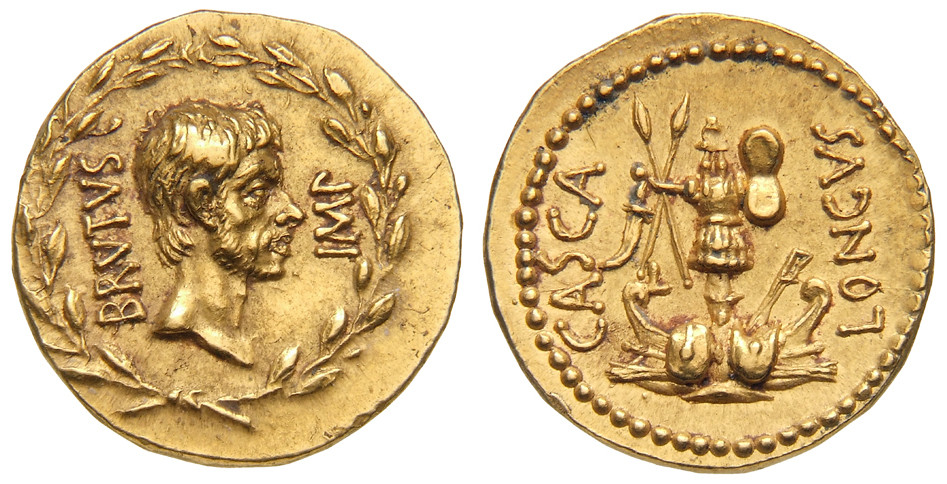
Goldmünze (Aureus) von 43/42 v. Chr. mit dem Porträt des Brutus auf der Vorderseite und einem Siegesdenkmal (Tropaion) auf der Rückseite

Brutus zog sich zuerst nach Kampanien zurück. Um einer Anklage oder Tötung zu entgehen, flüchtete Brutus schließlich Ende August 44 v. Chr. in den Osten. Er hatte kurz zuvor die Provinz Kreta als Prokonsul erhalten, ging aber nicht dorthin, sondern nach Athen. Dort widmete er sich einerseits dem Studium der Philosophie, unter anderem bei dem von Cicero sehr geschätzten Kratippos von Pergamon, andererseits und vor allem aber rüstete er sich für den bevorstehenden Kampf gegen Caesars politische Erben Antonius und Octavian. Das Jahr 43 verbrachten er, vom Senat als Prokonsul von Makedonien, Achaea und Illyricum bestätigt, und Cassius damit, im griechischen Osten gegen Caesarianer wie Dolabella zu kämpfen und die griechischen Städte, teils mit Gewalt, dazu zu veranlassen, ihnen ihre Aufrüstung zu finanzieren. Die Stadt Xanthos wurde von Brutus belagert und ging in Flammen auf; laut Appian überlebten nur 150 Einwohner, doch wird diese Geschichte von der modernen Forschung bezweifelt. Thrakische Fürsten hingegen unterstützten Brutus freiwillig und versorgten ihn mit Edelmetall, aus dem er Denare mit seinem eigenen Porträt schlagen ließ, die auf der Rückseite die Ermordung Caesars feierten. Im Oktober 43 übernahmen die Caesarianer endgültig die Macht in Italien, und Brutus, Cassius und die übrigen wurden zu Staatsfeinden erklärt.
Die Entscheidung fiel schließlich im Oktober 42 v. Chr. in zwei Schlachten bei Philippi. Am 3. Oktober konnte Brutus zwar Octavian schlagen, doch Cassius unterlag auf dem anderen Flügel Antonius und beging Selbstmord, da er nichts von Brutus’ Sieg wusste und den Krieg verloren glaubte. In der zweiten Schlacht am 23. Oktober wurde auch Brutus’ Armee entscheidend geschlagen. Brutus konnte zunächst entkommen, ließ sich jedoch kurz darauf töten. Octavian ließ Brutus’ Kopf abtrennen, damit er später vor der Statue seines Großonkels Caesar in Rom niedergelegt würde, doch ging er in einem Sturm über Bord. Marcus Antonius ließ den Rest der Leiche einäschern und Brutus’ Mutter Servilia zusenden.

## Historische Überlieferung
Die wichtigste Quelle zu Brutus ist die Lebensbeschreibung, die ihm etwa 150 Jahre nach seinem Tod der griechische Philosoph Plutarch widmete. Weitere Informationen bieten die Geschichtsschreiber Appian und Cassius Dio. Seit langer Zeit umstritten ist die Authentizität einer Sammlung griechischer Briefe, die angeblich den Schriftwechsel zwischen Brutus und griechischen Gemeinden des Ostens in den Jahren 43 und 42 enthalten – jeweils 35 Briefe von Brutus und 35 Antwortschreiben. Wären diese Schreiben authentisch, so würden sie eine enorm wichtige Quelle darstellen; doch obwohl sich bedeutende Forscher wie Eduard Meyer und Matthias Gelzer für die Echtheit ausgesprochen haben, plädiert heute die Mehrheit dafür, die Texte als spätere Fabrikation zu betrachten, deren Urheber allerdings vermutlich auf heute verlorene historiographische Zeugnisse Zugriff gehabt habe (so etwa Jürgen Deininger). Auch die beiden letzten und längsten lateinischen Briefe des Brutus an Cicero sind in ihrer Echtheit nicht über alle Zweifel erhaben; doch ist die Forschung in diesem Punkt noch gespaltener als im Hinblick auf die griechische Sammlung.

## Brutus als literarische Figur

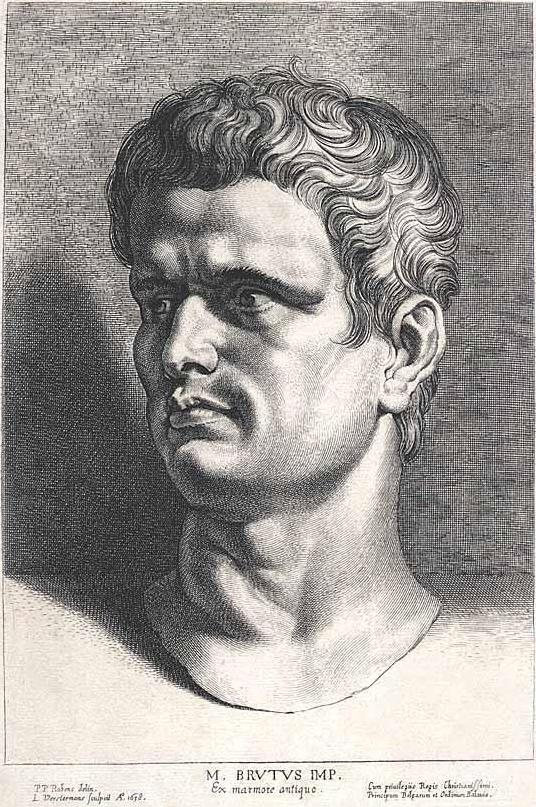
Stich nach Rubens: Marcus Iunius Brutus

Cicero schrieb oft über oder an Brutus, so in seinen Schriften De virtute (Über die Tugend, nicht erhalten) und Orator; und die Darstellung der Geschichte der Redner Roms betitelte er sogar mit Brutus – Cicero billigte im Nachhinein den Mord an Caesar und ließ sich dafür gar selbst beglückwünschen.
Die Figur des Marcus Brutus tritt in der abendländischen Literatur immer wieder als Protagonist völlig gegensätzlicher Haltungen auf. Je nach Einstellung des Autors gilt er einmal als mutiger Tyrannenmörder, der die Pflicht über seine persönlichen Gefühle stellt, dann wieder als ein niederträchtiger Verräter im Stil des Judas.
Für den Dichter Dante Alighieri, politisch ein Parteigänger des Kaisers im mittelalterlichen Italien, war Brutus das Musterbeispiel schändlichen Verrats. Im 34. Gesang (Verse 64–67) des Abschnitts Inferno der Göttlichen Komödie befindet er sich zusammen mit Judas Ischariot und Cassius im innersten Kreis der Hölle, wo Satan beständig an ihm nagt, ihn aber nie völlig verzehrt.
William Shakespeares Tragödie Julius Caesar dagegen schildert ihn als „ehrenwerten Mann“, der im besten Glauben handelt, von Cassius aber zu einer Tat getrieben wird, mit der Brutus sich nicht identifiziert. Max Frisch kopiert Shakespeares Brutus in seinem Drama Die Chinesische Mauer insofern, als er ihn als – der Hybris nahen – moralischen Tyrannenmörder darstellt.
Bei Voltaire (La Mort de César, 1735) und Vittorio Alfieri (Bruto secondo, 1787) schließlich erscheint Brutus als durchweg positiver, hochmoralischer Charakter: Haupt der Verschwörung und Anführer der Tyrannenmörder, der am Konflikt zwischen Sohnes- und Bürgerpflicht beinahe zerbricht, bevor er sich letztlich für die Freiheit Roms und gegen den – als selbstherrlichen, wenn auch väterlichen Diktator gezeichneten – Vater entscheidet. Als republikanischer Held erscheint er auch in Giacomo Leopardis Canzone Bruto minore (1821).
Weitere belletristische Bearbeitungen des Stoffs sind das Trauerspiel Brutus von Joachim Wilhelm von Brawe, das Hörspiel Die Verschwörung von Walter Jens (1974) und der Roman Die Iden des März von Thornton Wilder (1948, deutsch 1949).

## Stammbaum
| Salonia             | Salonia             | Salonia             | Salonia             | Salonia                        | Salonia                        |                                |                                | Marcus Porcius Cato Censorius  | Marcus Porcius Cato Censorius  | Marcus Porcius Cato Censorius | Marcus Porcius Cato Censorius | Marcus Porcius Cato Censorius  | Marcus Porcius Cato Censorius  |                                |                                | Licinia                        | Licinia                        | Licinia              | Licinia              | Licinia                  | Licinia                  |                          |                          |                          |                          |                    |                    |                    |                    |             |             |                                              |                                              |                                              |                                              |                                              |                                              |                         |                         |                          |                          |                          |                          |                          |                          |               |               |                                             |                                             |                                             |                                             |                                             |                                             |              |              |              |              |  |  |                        |                        |                        |                        |                        |                        |  |  |  |  |  |  |  |  |  |  |  |  |  |  |  |  |  |  |
| Salonia             | Salonia             | Salonia             | Salonia             | Salonia                        | Salonia                        |                                |                                | Marcus Porcius Cato Censorius  | Marcus Porcius Cato Censorius  | Marcus Porcius Cato Censorius | Marcus Porcius Cato Censorius | Marcus Porcius Cato Censorius  | Marcus Porcius Cato Censorius  |                                |                                | Licinia                        | Licinia                        | Licinia              | Licinia              | Licinia                  | Licinia                  |                          |                          |                          |                          |                    |                    |                    |                    |             |             |                                              |                                              |                                              |                                              |                                              |                                              |                         |                         |                          |                          |                          |                          |                          |                          |               |               |                                             |                                             |                                             |                                             |                                             |                                             |              |              |              |              |  |  |                        |                        |                        |                        |                        |                        |  |  |  |  |  |  |  |  |  |  |  |  |  |  |  |  |  |  |
|                     |                     |                     |                     |                                |                                |                                |                                |                                |                                |                               |                               |                                |                                |                                |                                |                                |                                |                      |                      |                          |                          |                          |                          |                          |                          |                    |                    |                    |                    |             |             |                                              |                                              |                                              |                                              |                                              |                                              |                         |                         |                          |                          |                          |                          |                          |                          |               |               |                                             |                                             |                                             |                                             |                                             |                                             |              |              |              |              |  |  |                        |                        |                        |                        |                        |                        |  |  |  |  |  |  |  |  |  |  |  |  |  |  |  |  |  |  |
|                     |                     |                     |                     | Marcus Porcius Cato Salonianus | Marcus Porcius Cato Salonianus | Marcus Porcius Cato Salonianus | Marcus Porcius Cato Salonianus | Marcus Porcius Cato Salonianus | Marcus Porcius Cato Salonianus |                               |                               | Marcus Porcius Cato Licinianus | Marcus Porcius Cato Licinianus | Marcus Porcius Cato Licinianus | Marcus Porcius Cato Licinianus | Marcus Porcius Cato Licinianus | Marcus Porcius Cato Licinianus |                      |                      | Marcus Livius Drusus     | Marcus Livius Drusus     | Marcus Livius Drusus     | Marcus Livius Drusus     | Marcus Livius Drusus     | Marcus Livius Drusus     |                    |                    |                    |                    |             |             |                                              |                                              |                                              |                                              |                                              |                                              |                         |                         |                          |                          |                          |                          |                          |                          |               |               |                                             |                                             |                                             |                                             |                                             |                                             |              |              |              |              |  |  |                        |                        |                        |                        |                        |                        |  |  |  |  |  |  |  |  |  |  |  |  |  |  |  |  |  |  |
|                     |                     |                     |                     | Marcus Porcius Cato Salonianus | Marcus Porcius Cato Salonianus | Marcus Porcius Cato Salonianus | Marcus Porcius Cato Salonianus | Marcus Porcius Cato Salonianus | Marcus Porcius Cato Salonianus |                               |                               | Marcus Porcius Cato Licinianus | Marcus Porcius Cato Licinianus | Marcus Porcius Cato Licinianus | Marcus Porcius Cato Licinianus | Marcus Porcius Cato Licinianus | Marcus Porcius Cato Licinianus |                      |                      | Marcus Livius Drusus     | Marcus Livius Drusus     | Marcus Livius Drusus     | Marcus Livius Drusus     | Marcus Livius Drusus     | Marcus Livius Drusus     |                    |                    |                    |                    |             |             |                                              |                                              |                                              |                                              |                                              |                                              |                         |                         |                          |                          |                          |                          |                          |                          |               |               |                                             |                                             |                                             |                                             |                                             |                                             |              |              |              |              |  |  |                        |                        |                        |                        |                        |                        |  |  |  |  |  |  |  |  |  |  |  |  |  |  |  |  |  |  |
|                     |                     |                     |                     |                                |                                |                                |                                |                                |                                |                               |                               |                                |                                |                                |                                |                                |                                |                      |                      |                          |                          |                          |                          |                          |                          |                    |                    |                    |                    |             |             |                                              |                                              |                                              |                                              |                                              |                                              |                         |                         |                          |                          |                          |                          |                          |                          |               |               |                                             |                                             |                                             |                                             |                                             |                                             |              |              |              |              |  |  |                        |                        |                        |                        |                        |                        |  |  |  |  |  |  |  |  |  |  |  |  |  |  |  |  |  |  |
|                     |                     |                     |                     | Marcus Porcius Cato Salonianus | Marcus Porcius Cato Salonianus | Marcus Porcius Cato Salonianus | Marcus Porcius Cato Salonianus | Marcus Porcius Cato Salonianus | Marcus Porcius Cato Salonianus |                               |                               | Livia                          | Livia                          | Livia                          | Livia                          | Livia                          | Livia                          |                      |                      | Quintus Servilius Caepio | Quintus Servilius Caepio | Quintus Servilius Caepio | Quintus Servilius Caepio | Quintus Servilius Caepio | Quintus Servilius Caepio |                    |                    |                    |                    |             |             |                                              |                                              |                                              |                                              |                                              |                                              |                         |                         |                          |                          |                          |                          |                          |                          |               |               | Marcus Livius Drusus                        | Marcus Livius Drusus                        | Marcus Livius Drusus                        | Marcus Livius Drusus                        | Marcus Livius Drusus                        | Marcus Livius Drusus                        |              |              |              |              |  |  |                        |                        |                        |                        |                        |                        |  |  |  |  |  |  |  |  |  |  |  |  |  |  |  |  |  |  |
|                     |                     |                     |                     | Marcus Porcius Cato Salonianus | Marcus Porcius Cato Salonianus | Marcus Porcius Cato Salonianus | Marcus Porcius Cato Salonianus | Marcus Porcius Cato Salonianus | Marcus Porcius Cato Salonianus |                               |                               | Livia                          | Livia                          | Livia                          | Livia                          | Livia                          | Livia                          |                      |                      | Quintus Servilius Caepio | Quintus Servilius Caepio | Quintus Servilius Caepio | Quintus Servilius Caepio | Quintus Servilius Caepio | Quintus Servilius Caepio |                    |                    |                    |                    |             |             |                                              |                                              |                                              |                                              |                                              |                                              |                         |                         |                          |                          |                          |                          |                          |                          |               |               | Marcus Livius Drusus                        | Marcus Livius Drusus                        | Marcus Livius Drusus                        | Marcus Livius Drusus                        | Marcus Livius Drusus                        | Marcus Livius Drusus                        |              |              |              |              |  |  |                        |                        |                        |                        |                        |                        |  |  |  |  |  |  |  |  |  |  |  |  |  |  |  |  |  |  |
|                     |                     |                     |                     |                                |                                |                                |                                |                                |                                |                               |                               |                                |                                |                                |                                |                                |                                |                      |                      |                          |                          |                          |                          |                          |                          |                    |                    |                    |                    |             |             |                                              |                                              |                                              |                                              |                                              |                                              |                         |                         |                          |                          |                          |                          |                          |                          |               |               |                                             |                                             |                                             |                                             |                                             |                                             |              |              |              |              |  |  |                        |                        |                        |                        |                        |                        |  |  |  |  |  |  |  |  |  |  |  |  |  |  |  |  |  |  |
|                     |                     |                     |                     |                                |                                |                                |                                |                                |                                |                               |                               |                                |                                |                                |                                |                                |                                |                      |                      |                          |                          |                          |                          |                          |                          |                    |                    |                    |                    |             |             |                                              |                                              |                                              |                                              |                                              |                                              |                         |                         |                          |                          |                          |                          |                          |                          |               |               |                                             |                                             |                                             |                                             |                                             |                                             |              |              |              |              |  |  |                        |                        |                        |                        |                        |                        |  |  |  |  |  |  |  |  |  |  |  |  |  |  |  |  |  |  |
| Atilia              | Atilia              | Atilia              | Atilia              | Atilia                         | Atilia                         |                                |                                | Marcus Porcius Cato Uticensis  | Marcus Porcius Cato Uticensis  | Marcus Porcius Cato Uticensis | Marcus Porcius Cato Uticensis | Marcus Porcius Cato Uticensis  | Marcus Porcius Cato Uticensis  |                                |                                | Marcus Iunius Brutus           | Marcus Iunius Brutus           | Marcus Iunius Brutus | Marcus Iunius Brutus | Marcus Iunius Brutus     | Marcus Iunius Brutus     |                          |                          | Servilia Caepionis       | Servilia Caepionis       | Servilia Caepionis | Servilia Caepionis | Servilia Caepionis | Servilia Caepionis |             |             | Decimus Iunius Silanus                       | Decimus Iunius Silanus                       | Decimus Iunius Silanus                       | Decimus Iunius Silanus                       | Decimus Iunius Silanus                       | Decimus Iunius Silanus                       |                         |                         | Quintus Servilius Caepio | Quintus Servilius Caepio | Quintus Servilius Caepio | Quintus Servilius Caepio | Quintus Servilius Caepio | Quintus Servilius Caepio |               |               | Marcus Livius Drusus Claudianus (adoptiert) | Marcus Livius Drusus Claudianus (adoptiert) | Marcus Livius Drusus Claudianus (adoptiert) | Marcus Livius Drusus Claudianus (adoptiert) | Marcus Livius Drusus Claudianus (adoptiert) | Marcus Livius Drusus Claudianus (adoptiert) |              |              |              |              |  |  |                        |                        |                        |                        |                        |                        |  |  |  |  |  |  |  |  |  |  |  |  |  |  |  |  |  |  |
| Atilia              | Atilia              | Atilia              | Atilia              | Atilia                         | Atilia                         |                                |                                | Marcus Porcius Cato Uticensis  | Marcus Porcius Cato Uticensis  | Marcus Porcius Cato Uticensis | Marcus Porcius Cato Uticensis | Marcus Porcius Cato Uticensis  | Marcus Porcius Cato Uticensis  |                                |                                | Marcus Iunius Brutus           | Marcus Iunius Brutus           | Marcus Iunius Brutus | Marcus Iunius Brutus | Marcus Iunius Brutus     | Marcus Iunius Brutus     |                          |                          | Servilia Caepionis       | Servilia Caepionis       | Servilia Caepionis | Servilia Caepionis | Servilia Caepionis | Servilia Caepionis |             |             | Decimus Iunius Silanus                       | Decimus Iunius Silanus                       | Decimus Iunius Silanus                       | Decimus Iunius Silanus                       | Decimus Iunius Silanus                       | Decimus Iunius Silanus                       |                         |                         | Quintus Servilius Caepio | Quintus Servilius Caepio | Quintus Servilius Caepio | Quintus Servilius Caepio | Quintus Servilius Caepio | Quintus Servilius Caepio |               |               | Marcus Livius Drusus Claudianus (adoptiert) | Marcus Livius Drusus Claudianus (adoptiert) | Marcus Livius Drusus Claudianus (adoptiert) | Marcus Livius Drusus Claudianus (adoptiert) | Marcus Livius Drusus Claudianus (adoptiert) | Marcus Livius Drusus Claudianus (adoptiert) |              |              |              |              |  |  |                        |                        |                        |                        |                        |                        |  |  |  |  |  |  |  |  |  |  |  |  |  |  |  |  |  |  |
|                     |                     |                     |                     |                                |                                |                                |                                |                                |                                |                               |                               |                                |                                |                                |                                |                                |                                |                      |                      |                          |                          |                          |                          |                          |                          |                    |                    |                    |                    |             |             |                                              |                                              |                                              |                                              |                                              |                                              |                         |                         |                          |                          |                          |                          |                          |                          |               |               |                                             |                                             |                                             |                                             |                                             |                                             |              |              |              |              |  |  |                        |                        |                        |                        |                        |                        |  |  |  |  |  |  |  |  |  |  |  |  |  |  |  |  |  |  |
|                     |                     |                     |                     |                                |                                |                                |                                |                                |                                |                               |                               |                                |                                |                                |                                |                                |                                |                      |                      |                          |                          |                          |                          |                          |                          |                    |                    |                    |                    |             |             |                                              |                                              |                                              |                                              |                                              |                                              |                         |                         |                          |                          |                          |                          |                          |                          |               |               |                                             |                                             |                                             |                                             |                                             |                                             |              |              |              |              |  |  |                        |                        |                        |                        |                        |                        |  |  |  |  |  |  |  |  |  |  |  |  |  |  |  |  |  |  |
| Marcus Porcius Cato | Marcus Porcius Cato | Marcus Porcius Cato | Marcus Porcius Cato | Marcus Porcius Cato            | Marcus Porcius Cato            |                                |                                | Porcia Catonis                 | Porcia Catonis                 | Porcia Catonis                | Porcia Catonis                | Porcia Catonis                 | Porcia Catonis                 |                                |                                |                                |                                |                      |                      | Brutus (Caesarmörder)    | Brutus (Caesarmörder)    | Brutus (Caesarmörder)    | Brutus (Caesarmörder)    | Brutus (Caesarmörder)    | Brutus (Caesarmörder)    |                    |                    | Iunia Prima        | Iunia Prima        | Iunia Prima | Iunia Prima | Iunia Prima                                  | Iunia Prima                                  |                                              |                                              | Marcus Aemilius Lepidus                      | Marcus Aemilius Lepidus                      | Marcus Aemilius Lepidus | Marcus Aemilius Lepidus | Marcus Aemilius Lepidus  | Marcus Aemilius Lepidus  |                          |                          | Iunia Secunda            | Iunia Secunda            | Iunia Secunda | Iunia Secunda | Iunia Secunda                               | Iunia Secunda                               |                                             |                                             | Iunia Tertia                                | Iunia Tertia                                | Iunia Tertia | Iunia Tertia | Iunia Tertia | Iunia Tertia |  |  | Gaius Cassius Longinus | Gaius Cassius Longinus | Gaius Cassius Longinus | Gaius Cassius Longinus | Gaius Cassius Longinus | Gaius Cassius Longinus |  |  |  |  |  |  |  |  |  |  |  |  |  |  |  |  |  |  |
| Marcus Porcius Cato | Marcus Porcius Cato | Marcus Porcius Cato | Marcus Porcius Cato | Marcus Porcius Cato            | Marcus Porcius Cato            |                                |                                | Porcia Catonis                 | Porcia Catonis                 | Porcia Catonis                | Porcia Catonis                | Porcia Catonis                 | Porcia Catonis                 |                                |                                |                                |                                |                      |                      | Brutus (Caesarmörder)    | Brutus (Caesarmörder)    | Brutus (Caesarmörder)    | Brutus (Caesarmörder)    | Brutus (Caesarmörder)    | Brutus (Caesarmörder)    |                    |                    | Iunia Prima        | Iunia Prima        | Iunia Prima | Iunia Prima | Iunia Prima                                  | Iunia Prima                                  |                                              |                                              | Marcus Aemilius Lepidus                      | Marcus Aemilius Lepidus                      | Marcus Aemilius Lepidus | Marcus Aemilius Lepidus | Marcus Aemilius Lepidus  | Marcus Aemilius Lepidus  |                          |                          | Iunia Secunda            | Iunia Secunda            | Iunia Secunda | Iunia Secunda | Iunia Secunda                               | Iunia Secunda                               |                                             |                                             | Iunia Tertia                                | Iunia Tertia                                | Iunia Tertia | Iunia Tertia | Iunia Tertia | Iunia Tertia |  |  | Gaius Cassius Longinus | Gaius Cassius Longinus | Gaius Cassius Longinus | Gaius Cassius Longinus | Gaius Cassius Longinus | Gaius Cassius Longinus |  |  |  |  |  |  |  |  |  |  |  |  |  |  |  |  |  |  |
|                     |                     |                     |                     |                                |                                |                                |                                |                                |                                |                               |                               |                                |                                |                                |                                |                                |                                |                      |                      |                          |                          |                          |                          |                          |                          |                    |                    |                    |                    |             |             |                                              |                                              |                                              |                                              |                                              |                                              |                         |                         |                          |                          |                          |                          |                          |                          |               |               |                                             |                                             |                                             |                                             |                                             |                                             |              |              |              |              |  |  |                        |                        |                        |                        |                        |                        |  |  |  |  |  |  |  |  |  |  |  |  |  |  |  |  |  |  |
|                     |                     |                     |                     |                                |                                |                                |                                |                                |                                |                               |                               |                                |                                |                                |                                |                                |                                |                      |                      |                          |                          |                          |                          |                          |                          |                    |                    |                    |                    |             |             | Servilia (Nachfahrin von Sulla und Pompeius) | Servilia (Nachfahrin von Sulla und Pompeius) | Servilia (Nachfahrin von Sulla und Pompeius) | Servilia (Nachfahrin von Sulla und Pompeius) | Servilia (Nachfahrin von Sulla und Pompeius) | Servilia (Nachfahrin von Sulla und Pompeius) |                         |                         | Marcus Aemilius Lepidus  | Marcus Aemilius Lepidus  | Marcus Aemilius Lepidus  | Marcus Aemilius Lepidus  | Marcus Aemilius Lepidus  | Marcus Aemilius Lepidus  |               |               |                                             |                                             |                                             |                                             |                                             |                                             |              |              |              |              |  |  |                        |                        |                        |                        |                        |                        |  |  |  |  |  |  |  |  |  |  |  |  |  |  |  |  |  |  |
|                     |                     |                     |                     |                                |                                |                                |                                |                                |                                |                               |                               |                                |                                |                                |                                |                                |                                |                      |                      |                          |                          |                          |                          |                          |                          |                    |                    |                    |                    |             |             | Servilia (Nachfahrin von Sulla und Pompeius) | Servilia (Nachfahrin von Sulla und Pompeius) | Servilia (Nachfahrin von Sulla und Pompeius) | Servilia (Nachfahrin von Sulla und Pompeius) | Servilia (Nachfahrin von Sulla und Pompeius) | Servilia (Nachfahrin von Sulla und Pompeius) |                         |                         | Marcus Aemilius Lepidus  | Marcus Aemilius Lepidus  | Marcus Aemilius Lepidus  | Marcus Aemilius Lepidus  | Marcus Aemilius Lepidus  | Marcus Aemilius Lepidus  |               |               |                                             |                                             |                                             |                                             |                                             |                                             |              |              |              |              |  |  |                        |                        |                        |                        |                        |                        |  |  |  |  |  |  |  |  |  |  |  |  |  |  |  |  |  |  |
|                     |                     |                     |                     |                                |                                |                                |                                |                                |                                |                               |                               |                                |                                |                                |                                |                                |                                |                      |                      |                          |                          |                          |                          |                          |                          |                    |                    |                    |                    |             |             |                                              |                                              |                                              |                                              |                                              |                                              |                         |                         |                          |                          |                          |                          |                          |                          |               |               |                                             |                                             |                                             |                                             |                                             |                                             |              |              |              |              |  |  |                        |                        |                        |                        |                        |                        |  |  |  |  |  |  |  |  |  |  |  |  |  |  |  |  |  |  |
|                     |                     |                     |                     |                                |                                |                                |                                |                                |                                |                               |                               |                                |                                |                                |                                |                                |                                |                      |                      |                          |                          |                          |                          |                          |                          |                    |                    |                    |                    |             |             |                                              |                                              |                                              |                                              |                                              |                                              |                         |                         |                          |                          |                          |                          |                          |                          |               |               |                                             |                                             |                                             |                                             |                                             |                                             |              |              |              |              |  |  |                        |                        |                        |                        |                        |                        |  |  |  |  |  |  |  |  |  |  |  |  |  |  |  |  |  |  |
|                     |                     |                     |                     |                                |                                |                                |                                |                                |                                |                               |                               |                                |                                |                                |                                |                                |                                |                      |                      |                          |                          |                          |                          |                          |                          |                    |                    |                    |                    |             |             | Manius Aemilius Lepidus                      | Manius Aemilius Lepidus                      | Manius Aemilius Lepidus                      | Manius Aemilius Lepidus                      | Manius Aemilius Lepidus                      | Manius Aemilius Lepidus                      |                         |                         | Aemilia Lepida           | Aemilia Lepida           | Aemilia Lepida           | Aemilia Lepida           | Aemilia Lepida           | Aemilia Lepida           |               |               |                                             |                                             |                                             |                                             |                                             |                                             |              |              |              |              |  |  |                        |                        |                        |                        |                        |                        |  |  |  |  |  |  |  |  |  |  |  |  |  |  |  |  |  |  |